# Zestoa
Zestoa – gmina w Hiszpanii, w prowincji Guipúzcoa, w Kraju Basków, o powierzchni 43,69 km². W 2011 roku gmina liczyła 3661 mieszkańców.